# Perfluoroheptan
Perfluoroheptan, heksadekafluoroheptan, C
7F
16 – organiczny związek chemiczny z grupy perfluorowęglowodorów, pochodna heptanu całkowicie podstawiona atomami fluoru. Jest zarówno hydrofobowy (nierozpuszczalny w wodzie), jak i lipofobowy (nierozpuszczalny w tłuszczach). Z tego względu stosowany jest w jednej z metod odkwaszania papieru przy konserwacji zabytków (np. książek bądź obrazów wykonanych na papierze), w której stanowi nośnik dla drobnoziarnistego tlenku magnezu.